# Эмери IV (виконт Нарбонны)

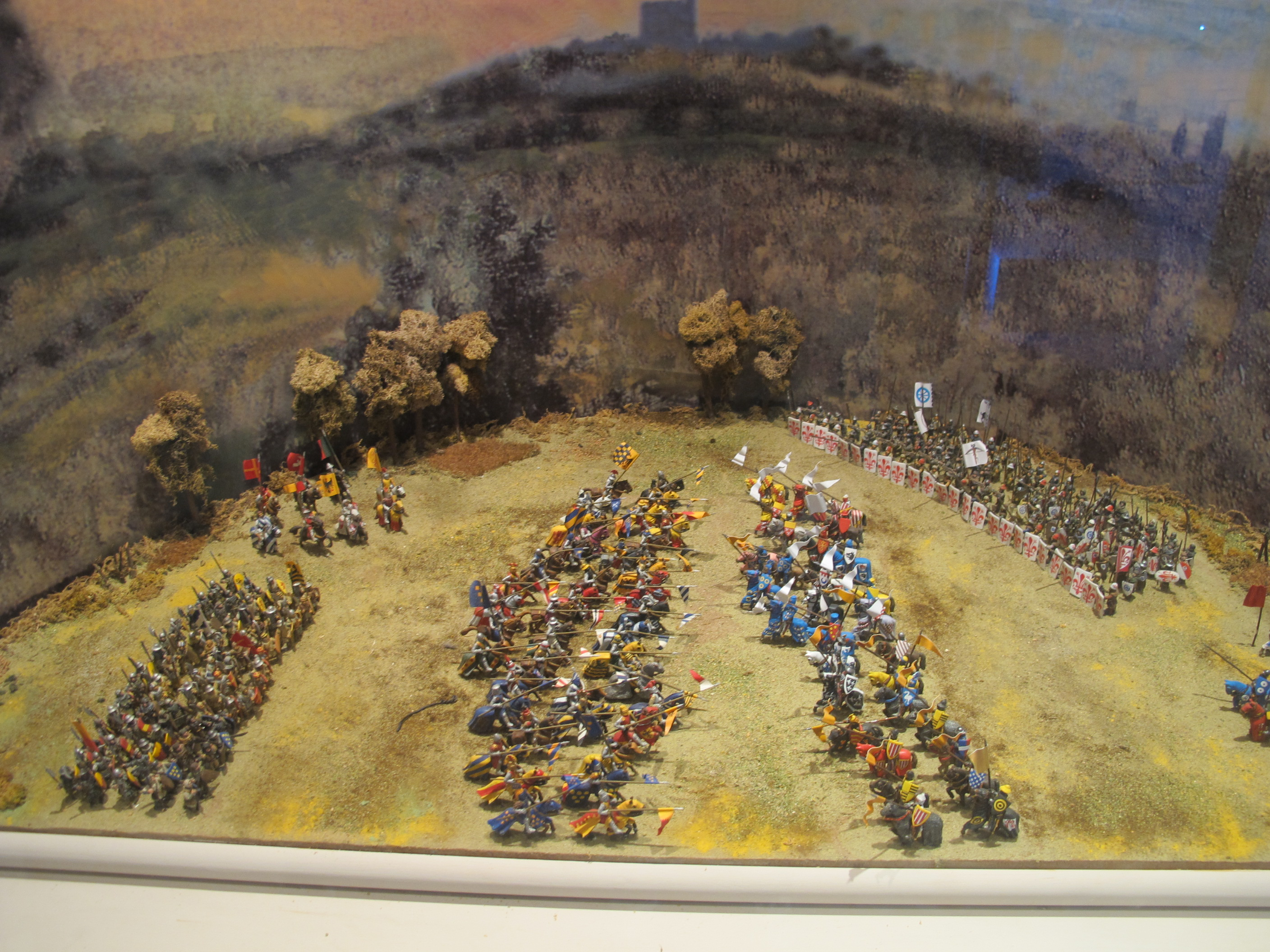
Битва при Кампальдино

Эмери IV (фр. Aimery IV de Narbonne, Aimeric IV, итал. Amerigo di Narbona; ок. 1250 — октябрь 1298) — виконт Нарбонна с 1270 года, итальянский кондотьер.

## Биография
Старший сын Амальрика I де Нарбонна (ум. 1270) и его жены Филиппы д’Андюз. После смерти отца унаследовал виконтство Нарбонна, а его брат Амальрик получил баронии Талеран и Периньян.
Состоял на военной службе у Карла I Анжуйского и его сына Карла II — королей Сицилии.
В 1289 году командовал войском флорентийских гвельфов в их войне с гибеллинами Ареццо. Одержал победу в битве при Кампальдино, разорил окрестности города, но взять его не смог. В этой битве на стороне гвельфов участвовал Данте и упоминает её в Божественной комедии.
Покровитель Гиро Рикье (Guiraut Riquier) — последнего окситанского трубадура.
Эмери де Нарбонн был очень популярен в Тоскане, и его имя, которое по-итальянски звучит как Америго, с тех пор получило в этой провинции широкое распространение.

## Семья
Жена (свадьба не позднее марта 1271 года — Сибилла де Фуа (ум. до 1289), дочь графа Фуа Роже IV. Дети:
- Амальрик II (ум. 1328), виконт Нарбонна
- Маргарита, в 1281 году вышла замуж за инфанта Педро Кастильского, сына короля Альфонсо X.